# Котлярова, Александра Александровна
Алекса́ндра Алекса́ндровна Котляро́ва (узб. Aleksandra Aleksandrovna Kotlyarova; 10 октября 1988 года, Самарканд, Узбекистан) — легкоатлетка Узбекистана, специализирующаяся в прыжках в длину, мастер спорта Республики Узбекистан международного класса. Призёр Чемпионата Азии по лёгкой атлетике, Летних Азиатских игр и Чемпионата Азии по лёгкой атлетике в помещении. Участница XXX Летних Олимпийских игр.

## Карьера
С 2005 года начала выступать на международной арене. В том же году на Чемпионате мира по лёгкой атлетике среди юношей в Марракеш (Марокко) с результатом 5.85 м в прыжке в длину заняла в квалификации 19-е место не прошла в финальную часть турнира. В 2006 году на Чемпионате Азии по лёгкой атлетике среди юниоров в Макао завоевала золотую медаль с результатом 6.02 м в прыжке в длину. Однако на Чемпионате мира по лёгкой атлетике среди юниоров в Пекине (Китай) с результатом 5.39 м заняла лишь 28-е место в квалификации и не прошла в финал турнира.
В 2009 году на Чемпионате Азии в Гуанчжоу (Китай) с результатом 6.23 м в прыжке в длину заняла четвёртое место, а в тройном прыжке с результатом 13.94 м также была четвёртой. В том же году на Азиатских играх в помещениях в Ханой (Вьетнам) в прыжке в длину заняла четвёртое место, а в тройном прыжке пятое место.
В 2010 году на Чемпионате мира по лёгкой атлетике в помещении в Доха (Катар) с результатом 13.45 м в тройном прыжке заняла 14-е место в квалификации. На Летних Азиатских играх в Гуанчжоу (Китай) с результатом 13.73 м в тройном прыжке снова была лишь четвёртой, а в прыжке в длину заняла лишь одиннадцатое место.
В 2011 году на Чемпионате Азии по лёгкой атлетике в Кобе (Япония) в прыжке в длину заняла лишь восьмое место.
В 2012 году на Летних Олимпийских играх в Лондоне (Великобритания) в тройном прыжке прыгнула лишь на 13.55 м в квалификации и не прошла в финальную часть турнира, заняв итоговое 28-е место.
В 2013 году на Чемпионате Азии по лёгкой атлетике в Пуна (Индия) с результатом 13.89 метров в тройном прыжке завоевала серебряную медаль.
В 2014 году на Летних Азиатских играх в Инчхон (Республика Корея) завоевала серебро в тройном прыжке с результатом 14.05 метров, проиграв олимпийской чемпионке Ольге Рыпаковой из Казахстана. В том же году на Чемпионате Азии по лёгкой атлетике в помещении в Ханчжоу (Китай) в тройном прыжке с результатом 13.45 м снова завоевала серебряную медаль, уступив лишь соотечественнице Анастасии Журавлёвой.
В 2015 году на Чемпионате Азии по лёгкой атлетике в Ухань (Китай) заняла снова четвёртое место в тройном прыжке с результатом 13.40 м.
В 2016 году завершила спортивную карьеру.